# The Sims 2: Free Time
The Sims 2: FreeTime er en udvidelse til computerspillet The Sims 2. I denne udvidelsespakke er temaet fritid, og pakken giver mulighed for helt nye fritidsaktiviteter. Simmere kan f.eks. reparere biler, lede efter nye himmellegmer, bygge modeltogsbaner, sy tøj, danse ballet eller lave potter af ler. Disse nye aktiviteter giver mulighed for fordele på arbejdet, og via fællesaktiviteter, som basket eller fodbold, kan venskaber blive også blive udbygget. Pakken giver også mulighed for børneaktiviteter, hvilket derfor mener nye talentskilte allerede i en tidlig alder.
| computerspil | Spire Denne computerspilsrelaterede artikel er en spire som bør udbygges. Du er velkommen til at hjælpe Wikipedia ved at udvide den. |

1. ↑  Navnet er anført på bokmål og stammer fra Wikidata hvor navnet endnu ikke findes på dansk.